# BK Nischni Nowgorod
BK Nischni Nowgorod (russisch БК Нижний Новгород) ist eine russische Profibasketballmannschaft aus Nischni Nowgorod, Russland. Der Club spielt momentan in der VTB United League.

## Geschichte
BK Nischni Nowgorod wurde 2000 gegründet unter dem Namen NBA. Es folgten mehrere Umbenennungen:
- NBA (2000–2002)
- NBA-Seti-NN (2002–2004)
- NBA-Telma (2004–2006)
- NBA-Nischni Nowgorod (2006–2009)
- BK Nischni Nowgorod (seit 2009).

Nischni Nowgorod gewann 2010 die russische Superliga B und stieg in die höchste russische Spielklasse, die Professionalnaja Basketbolnaja Liga auf. In der Saison 2010/11 erreichte Nowgorod das Finale der russischen Pokals. In der gleichen Saison gab Nischni Nowgorod seine europäische Premiere in der EuroChallenge, wo er in der Saison 2011/12 die Top 16 erreichte. Seit der Saison 2011/12 gehört Nischni Nowgorod zu den Teilnehmern der VTB-UL. In der Saison 2013/14 erreichte Nowgorod das Finale der VTB-UL und qualifizierte sich damit für die EuroLeague. 

### Saisonübersicht
| Saison  | Nationalliga | Regulär | Play-off      | Europa                     | Regional               |
| ------- | ------------ | ------- | ------------- | -------------------------- | ---------------------- |
| 2006/07 | Superliga B  | 5.      |               |                            |                        |
| 2007/08 | Superliga B  | 6.      |               |                            |                        |
| 2008/09 | Superliga B  | 7.      |               |                            |                        |
| 2009/10 | Superliga B  | 1.      |               |                            |                        |
| 2010/11 | PBL          | 7.      |               | EuroChallenge Gruppenphase |                        |
| 2011/12 | PBL          | 9.      |               | EuroChallenge Top 16       | VTB Liga Achtelfinale  |
| 2012/13 | PBL          | 8.      |               |                            | VTB Liga Viertelfinale |
| 2013/14 | VTB Liga     | 4. (A)  | Finale        | ULEB Eurocup Halbfinale    |                        |
| 2014/15 | VTB Liga     | 5.      | Halbfinale    | EuroLeague Top 16          |                        |
| 2015/16 | VTB Liga     | 7.      | Viertelfinale | ULEB Eurocup Viertelfinale |                        |
| 2016/17 | VTB Liga     |         |               | ULEB Eurocup               |                        |

## Erfolge
- ULEB Eurocup Halbfinale (2014)
- VTB-UL Play-off-Finale (2014)